# Анатолівка (Миколаївський район)
Анато́лівка — село в Україні, у Коблівській сільській громаді Миколаївського району Миколаївської області. Населення становить 872 осіб.

## Географія
Селом тече річка Коблевка.

## Історія
Станом на 1886 у містечку, центрі Анатолівської волості Одеського повіту Херсонської губернії, мешкало 1617 осіб, налічувалось 228 дворових господарств, існували православна церква, школа, земська станція, недіючий паровий млин, притулки для робітників, 9 лавок.
За переписом 1897 року кількість мешканців зросла до 2971 особи (1551 чоловічої статі та 1420 — жіночої), з яких 2666 — православної віри.

## Населення

### Мова
Розподіл населення за рідною мовою за даними перепису 2001 року:
| Мова       | Кількість | Відсоток |
| ---------- | --------- | -------- |
| українська | 669       | 76.72%   |
| російська  | 188       | 21.56%   |
| румунська  | 8         | 0.92%    |
| німецька   | 3         | 0.35%    |
| болгарська | 2         | 0.23%    |
| гагаузька  | 1         | 0.11%    |
| вірменська | 1         | 0.11%    |
| Усього     | 872       | 100%     |

## Релігія
У селі є церква Казанської ікони Пресвятої Богородиці належить до УПЦ КП. Настоятель — ієрей Ігор.